# Organización territorial de Surinam

Distritos de Surinam:

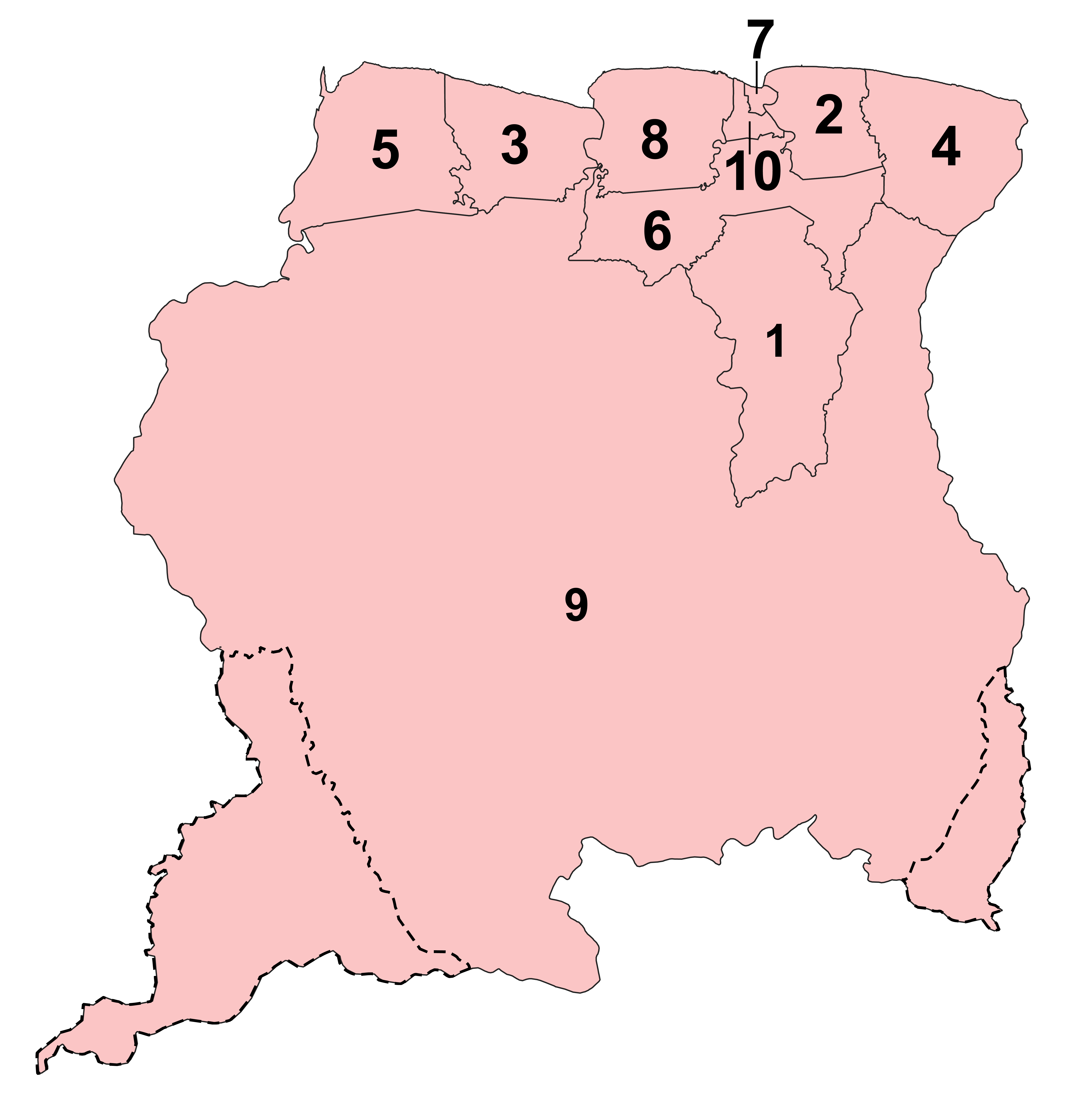
Distritos de Surinam.

Los distritos en Surinam son demarcaciones administrativas de primer nivel, estos se dividen en ressorts.
Ressorts de Surinam:
Los ressorts suelen ser agrupaciones de asentamientos o ciudades que comparten una ubicación cercana. Excepto en el Distrito de Paramaribo, donde los ressorts suelen ser comunidades.
Ciudades de Surinam:
Las ciudades de Surinam se dividen en comunidades.
Asentamientos de Surinam:
Los asentamientos hacen referencia a comunidades del país,las comunidades urbanas pertenecen a las ciudades, únicamente las comunidades rurales son asentamientos autónomos.

El país fue organizado en subdivisiones por los holandeses el 8 de octubre de 1834, cuando un Real Decreto declaró que la colonia quedaba organizada en 8 divisiones y 2 distritos, a saber:
- Alto Suriname y Torarica
- Para
- Alta Commewijne
- Alta Cottica y Perica
- Baja Commewijne
- Baja Cottica
- Matapica
- Saramacca
- Coronie (distrito)
- Nickerie (distrito)

Las divisiones eran las zonas cercanas a la capital, Paramaribo, y los distritos eran de zonas más lejos de la ciudad.
En 1927, se revisaron los distritos de Surinam, y el país fue dividido en 7 distritos. En 1943, 1948, 1949, 1952 y 1959, además se hicieron pequeñas modificaciones.
El 28 de octubre de 1966, los distritos se reorganizaron de nuevo:
- Nickerie
- Coronie
- Saramacca
- Brokopondo
- Para
- Suriname
- Paramaribo
- Commewijne
- Marowijne

Estas divisiones se mantuvieron hasta 1980, cuando una vez más, las fronteras de los distritos se cambiaron, sin embargo, se establecieron los siguientes requisitos:
- Los cambios en los antiguos límites se hicieron únicamente si conduce a un mejor funcionamiento.
- Cada área debe ser desarrollada.
- Los nuevos límites deben respetar las identidades de los pueblos indígenas.

Los distritos creados en 1980, siendo hasta el día de hoy.
Cada distrito está dividido en ressorts en holandés ressort cuyo plural es ressorten